# Rottnest-Island-Internierungslager

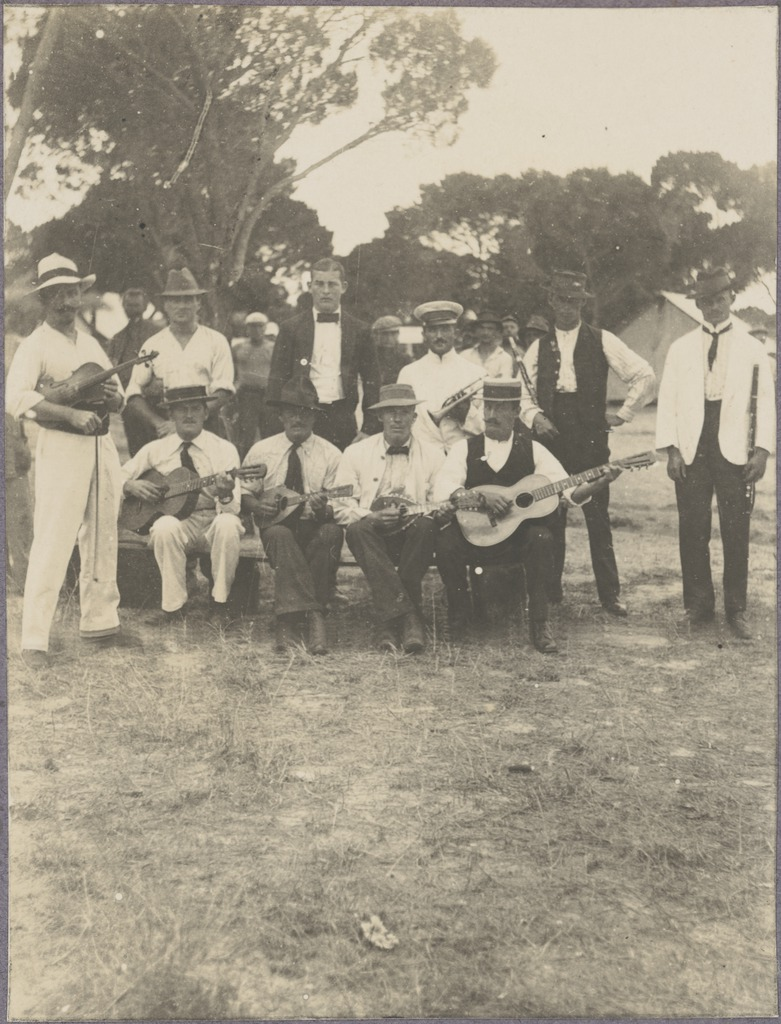
Die sogenannte „Lagerkapelle“ des Rottnest-Island-Internierungslagers (ca. 1915)

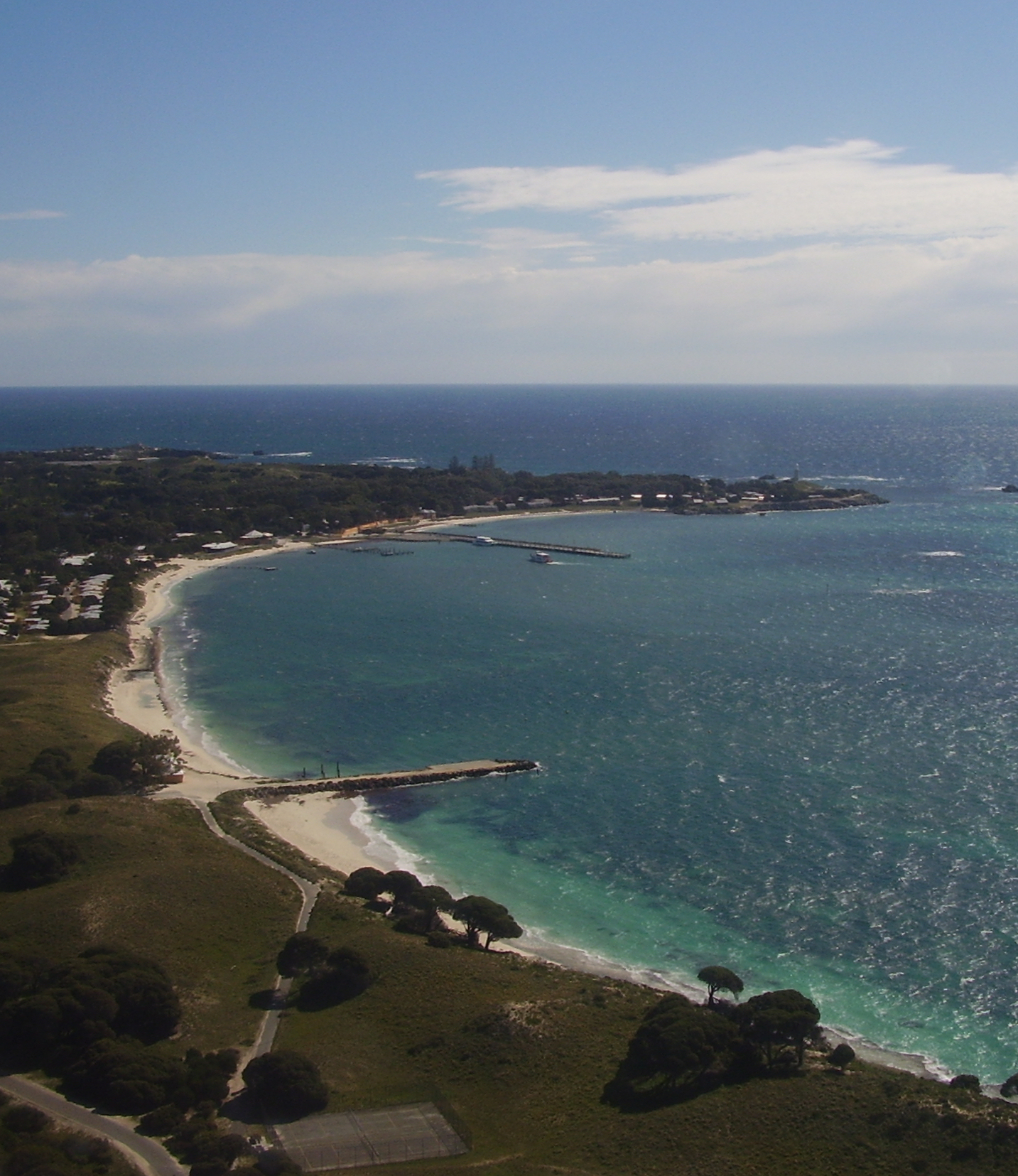
Tompson Bay (2008)

Das Rottnest-Island-Internierungslager (englisch Rottnest Island Internment Camp) befand sich auf Rottnest Island, einer Insel vor der Westküste von Western Australia, die etwa 18 Kilometer westlich von Fremantle liegt. Das Lager wurde an der Tompson Bay errichtet, wo bereits ein Gefängnisgebäude für Aborigines vorhanden war. In dem Lager, das von 1914 bis 1915 betrieben wurde, wurden im Ersten Weltkrieg deutschstämmige und ungarn-österreichstämmige Personen interniert, die seit Jahren in Australien lebten. Des Weiteren waren dort Seeleute von deutschen Handelsschiffen festgesetzt, die zu Kriegsbeginn im Hafen von Fremantle lagen wie auch die gefangen genommenen Marinesoldaten des von der HMAS Sydney versenkten Kleinen Kreuzer SMS Emden. Das Lager war nicht für die Unterbringung für eine große Anzahl von Menschen geeignet und war wenig vorbereitet. Sowohl die hygienischen Umstände als auch die unzureichende Verpflegung im Lager führten dazu, dass dieses Lager bald aufgelöst werden musste.
Im Zweiten Weltkrieg wurde dieses Internierungslager mehrere Monate im Jahr 1940 mit Italienern belegt. Erneut stellte sich heraus, dass es als Lager nicht geeignet war, zudem war das Lager erneut nicht vorbereitet und es wurde aufgegeben.

## Erster Weltkrieg

### Lagerinsassen
Eine große Anzahl der Internierten waren österreichischer Herkunft, die slawischen Volksgruppen entstammten. Sie hatten größtenteils in den Bergwerken von Kalgoorlie gearbeitet und wurden nach der Besetzung ihrer Länder durch Österreich-Ungarn als enemy aliens (deutsch innere Feinde) interniert. Weitere Insassen waren Österreicher und Italiener, der deutsche Generalkonsul für Western Australia und die Seeleute der deutschen Handelsschiffe SS Greifswald, SS Thüringen und SS Neumünster, die zu Kriegsbeginn im Hafen von Fremantle lagen, wo sie von der australischen Marine gekapert worden waren. 1914 wurden die Überlebenden der SMS Emden der deutschen Kaiserlichen Marine auf Rottnest Island als Kriegsgefangene interniert.

### Lagerleben
Als die ersten Internierten auf der Insel ankamen, wurden sie in dem steinernen Gefängnisgebäude untergebracht, das Quod genannt wurde. Später gab es für Ankommende lediglich Zelte, die nur für kurzfristige Aufenthalte geeignet waren. Sie mussten sich ihr Essen in ihren Zelten selbst kochen, denn es gab keine Küche im Lager. Die hygienischen Verhältnisse waren untragbar, die Essensrationen unzureichend und kaum zu genießen. Es gibt Berichte von Misshandlungen durch das militärische Wachpersonal. Es gab auch Auseinandersetzungen über den Kauf von Zigaretten im Lager. Trotz dieser misslichen Umstände gründeten die Lagerinsassen eine Musikkapelle und ein Fußballteam, hielten Lesungen ab, eröffneten ein Kaffee und vergnügten sich am Strand und im Meer. Im September 1915 waren 989 Personen im Lager, darunter 841 Personen österreich-ungarischer und deutscher Herkunft und 148 Kriegsgefangene. Nach andauernden Beschwerden und Auseinandersetzungen zwischen Insassen und Lagerverwaltung wurde das Lager gegen Ende des Jahres 1915 geschlossen. Danach wurde die Nutzung von Rottnest Island als Ferieninsel wieder aufgenommen.
Die Internierten kamen zunächst nach Garden Island und anschließend ins Holsworthy-Internierungslager.

## Zweiter Weltkrieg
In den 1930er Jahren wurde Rottnest Island massiv zu einer militärischen Verteidigungsanlage ausgebaut und befestigt, weil ein Angriff auf Fremantle befürchtet worden war. Die Gebäude an der Tompson Bay wurden in dieses militärische Konzept integriert.
Das Internierungslager auf Rottnest Island wurde kurze Zeit vom Januar bis September 1940 erneut betrieben. Interniert waren Italiener. Das Lager war wie auch im Ersten Weltkrieg nicht vorbereitet worden. Es war ungeeignet und nach kurzer Zeit aufgegeben.

## Nach dem Zweiten Weltkrieg
Nach dem Ende des Zweiten Weltkriegs mussten etwa 200 italienische Internierte vier Monate lang Baulichkeiten auf der Insel wieder für zivile Zwecke instand setzen. Relikte der Verteidigungsanlagen sind bis heute sichtbar. 2014 wurden zur Erinnerung an die Gründung des Internierungslagers vor 100 Jahren eine Ausstellung eröffnet und ein Theaterstück aufgeführt. Das steinerne Gefängnisgebäude, in dem auch Internierte untergebracht waren, soll als Hotel umgewidmet werden.